# Rajnochovice
Rajnochovice (pomnožné, stejně jako hovorová podoba Rajnošky) jsou obec v okrese Kroměříž ve Zlínském kraji. Leží v podhůří Hostýnských vrchů. Žije zde 533 obyvatel.

## Historie
První písemná zmínka o obci pochází z roku 1721. Původně se na místě dnešních Rajnochovic nacházely osady Polom, Paseky a jiné další. Dne 11. července 1721 tato sídla sloučilo šest synů (Jan, Martin, Václav, Jiří, Matouš, Vilém) bači Mikuláše Rajnocha, od nějž vznikl název Rajnochovice. Mikuláš Rajnoch, podle údaje o sňatku v roce 1676, pocházel ze vsi Pstruží.

## Přírodní poměry

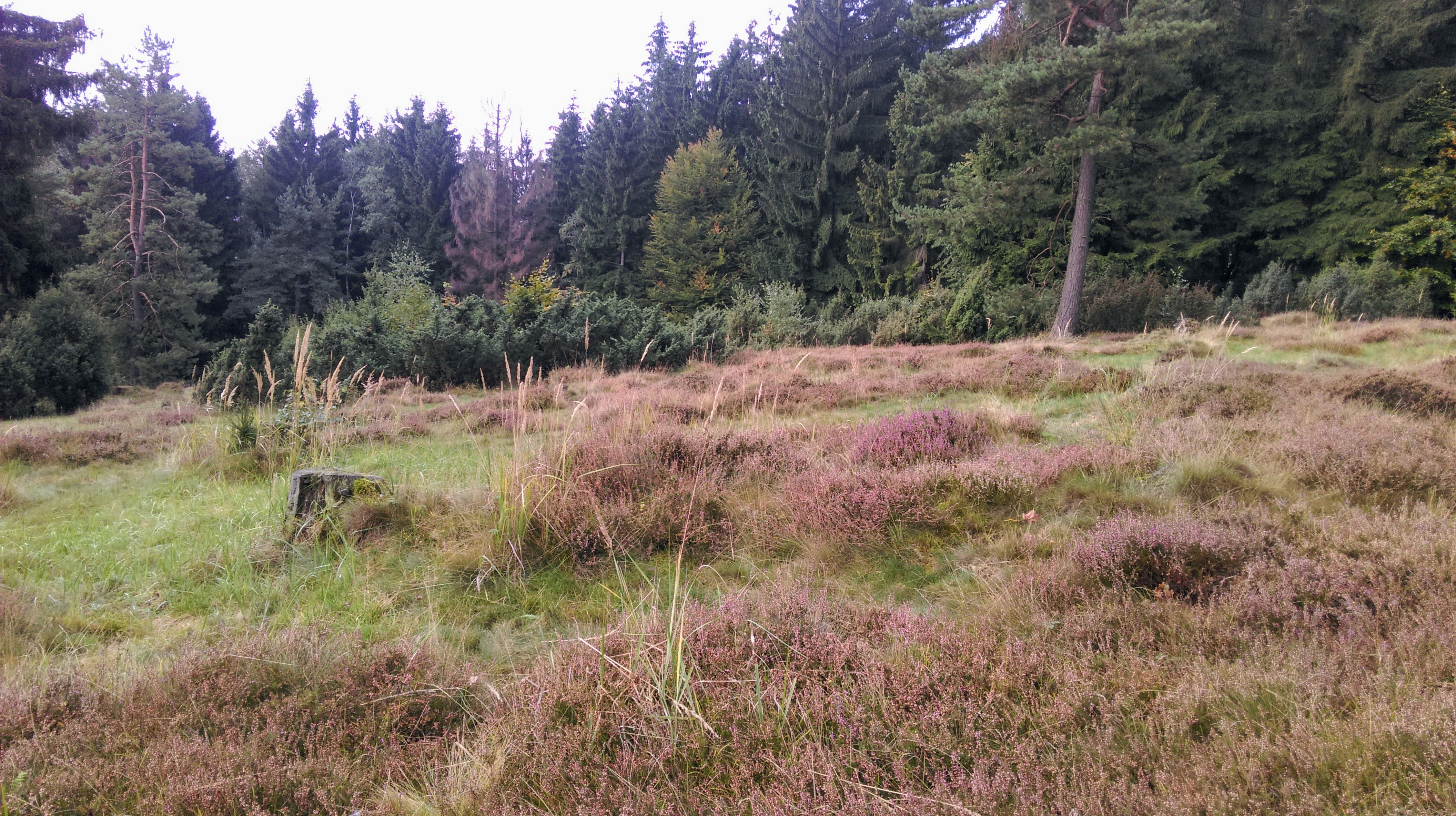
Vřesoviště Bílová

V katastrálním území Rajnochovice leží přírodní památky Bernátka, Nádrž Tesák, Orlí hnízdo, Skalka-Polomsko, Vřesoviště Bílová, přírodní rezervace Čerňava, Kelčský Javorník, Sochová a Tesák. Ve správním území obce rostou památné stromy Jedle pod Čerňavou, Smrk pod Sochovou a Farní lipová alej v Rajnochovicíh.

## Obyvatelstvo
Vývoj počtu obyvatel za celou obec i za jeho jednotlivé části uvádí tabulka níže, ve které se zobrazuje i příslušnost jednotlivých částí k obci či následné odtržení.
| Místní části   | Místní části      | 1869  | 1880  | 1890  | 1900  | 1910  | 1921  | 1930  | 1950 | 1961 | 1970 | 1980 | 1991 | 2001 | 2011 | 2021 |
| -------------- | ----------------- | ----- | ----- | ----- | ----- | ----- | ----- | ----- | ---- | ---- | ---- | ---- | ---- | ---- | ---- | ---- |
| Počet obyvatel | část Rajnochovice | 1 053 | 1 083 | 1 032 | 1 019 | 1 119 | 1 107 | 1 161 | 820  | 835  | 721  | 638  | 573  | 519  | 550  | 499  |
| Počet domů     | část Rajnochovice | 149   | 168   | 174   | 178   | 169   | 181   | 203   | 205  | 183  | 172  | 152  | 188  | 173  | 197  | 195  |

## Obecní symboly
Znak a vlajka byly obci uděleny rozhodnutím předsedkyně Poslanecké sněmovny Parlamentu České republiky dne 26. května 2011.

## Služby
V roce 2016 byla otevřena u místního kostela Hospůdka Kravín, dále zde bylo v roce 2023 otevřeno ubytovací středisko Rajnošky, ležící v areálu bývalého střediska Pilana, nedaleko bývalé ozdravovny a kapličky u cesty na přístřešek Pod Bařinou.
V okolí jsou dvě sjezdovky – nedaleko přírodní rezervace v lokalitě Tesák a Troják i čtyři přírodní prameny s pitnou vodou. Dříve byla obec také proslulá Rajnochovickou keramikou a hamry, dnes zase například rozhlednou na Kelčském Javorníku.
Dále se v obci nachází Arcidiecézní centrum života mládeže Přístav (na rajnochovické faře), zatímco v nedalekých kopcích v místní části Košovy je v provozu (v bývalém rekreačním středisku Pal Magneton Kroměříž) Táborové středisko spolku Sarkander ARCHA Rajnochovice (krátce jen Archa). Archa i Přístav jsou střediska pro mládež provozované katolickou církví.

## Doprava
Asi tři kilometry od centra Rajnochovic, v katastrálním území sousední obce Podhradní Lhota, se na trati Kojetín – Valašské Meziříčí nachází železniční zastávka Podhradní Lhota, která do prosince 2021 měla název Rajnochovice. Během jízdního řádu 2023/24 zde vlaky zastavovaly pouze na znamení, což bylo pro nespokojenost okolních obcí v následujícím jízdním řádu zrušeno. Prochází zde i autobusová linka 945 společnosti Z-Group Bus ve trase Rajnochovice, Košovy – Všechovice, aut. st., s občasnými přímými spoji do Malhotic a Bystřice pod Hostýnem (dvakrát týdně až do Kroměříže).
Zajímavá byla úzkokolejná železnice na stahování dřeva, fungující v letech 1905 až 1921. Ta se obnovila v roce 2007; ne po původní trase, ale po trase na pozemku u místní pily. V roce 2019 měla délku asi 300 metrů. V druhé polovině roku 2020 měla být prodloužena o dalších 280 metrů do hostince Ve Dvoře, a plánované prodloužení bylo dokončeno v roce 2022. V roce 2025 bylo slíbeno prodloužení železnice o další stovky metrů.

## Pamětihodnosti
- Kostel Narození Panny Marie a svaté Anny, cenná barokní stavba s malou věží z roku 1717, chráněná památka spolu s křížem s chronogramem z roku 1747 a sochou Piety před kostelem z roku 1815
- Fara Rajnochovice stavěná spolu s kostelem kardinálem Schrattenbachem jako lovecký zámeček
- Socha svatého Jana Nepomuckého
- Sousoší Pieta na hřbitově
- Šaumburk, zřícenina hradu
- Nový Šaumburk, neboli Zubříč, zřícenina hradu
- Klauza na říčce Juhyni, používaná k plavení dříví

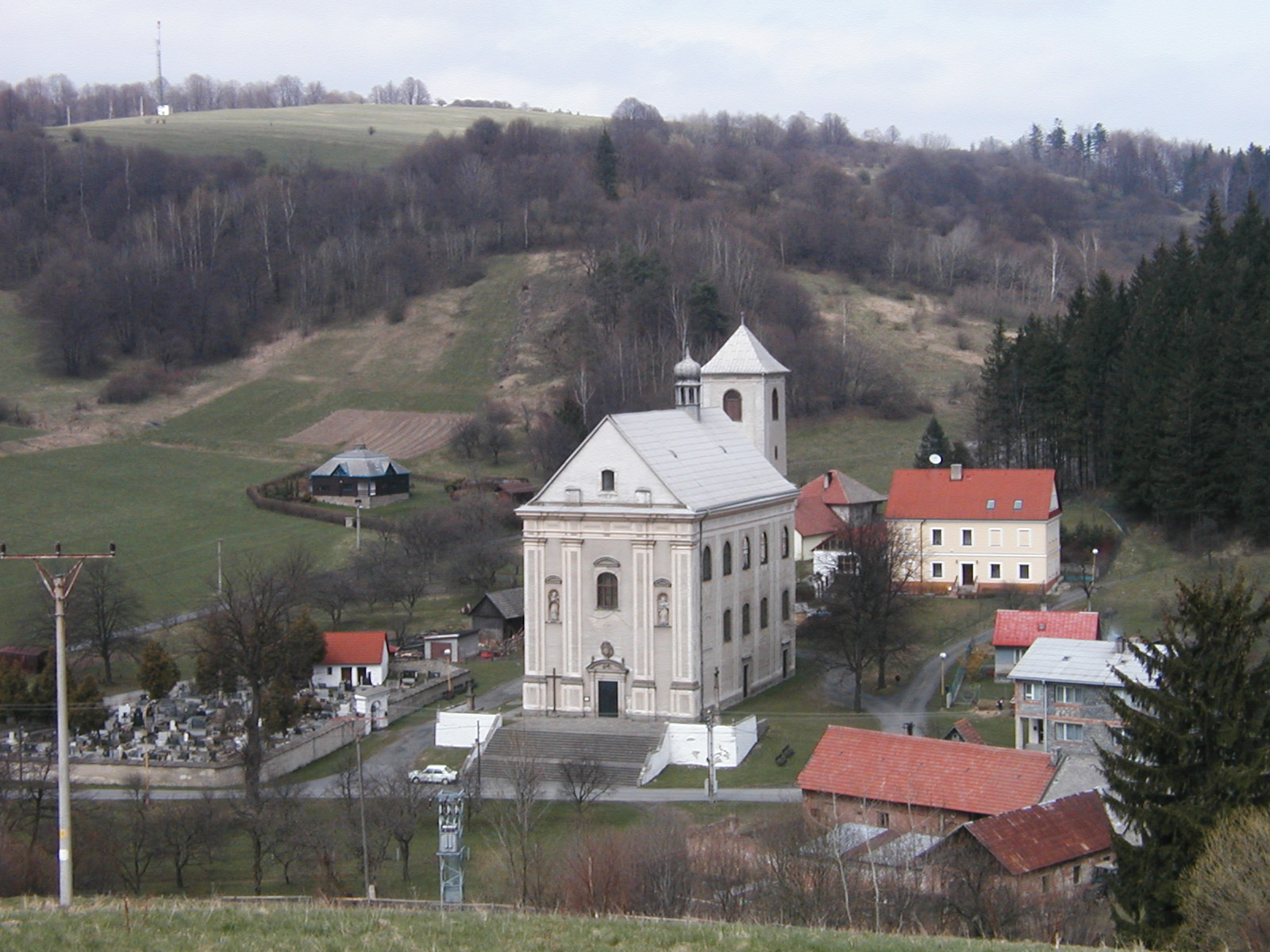
Kostel svaté Anny
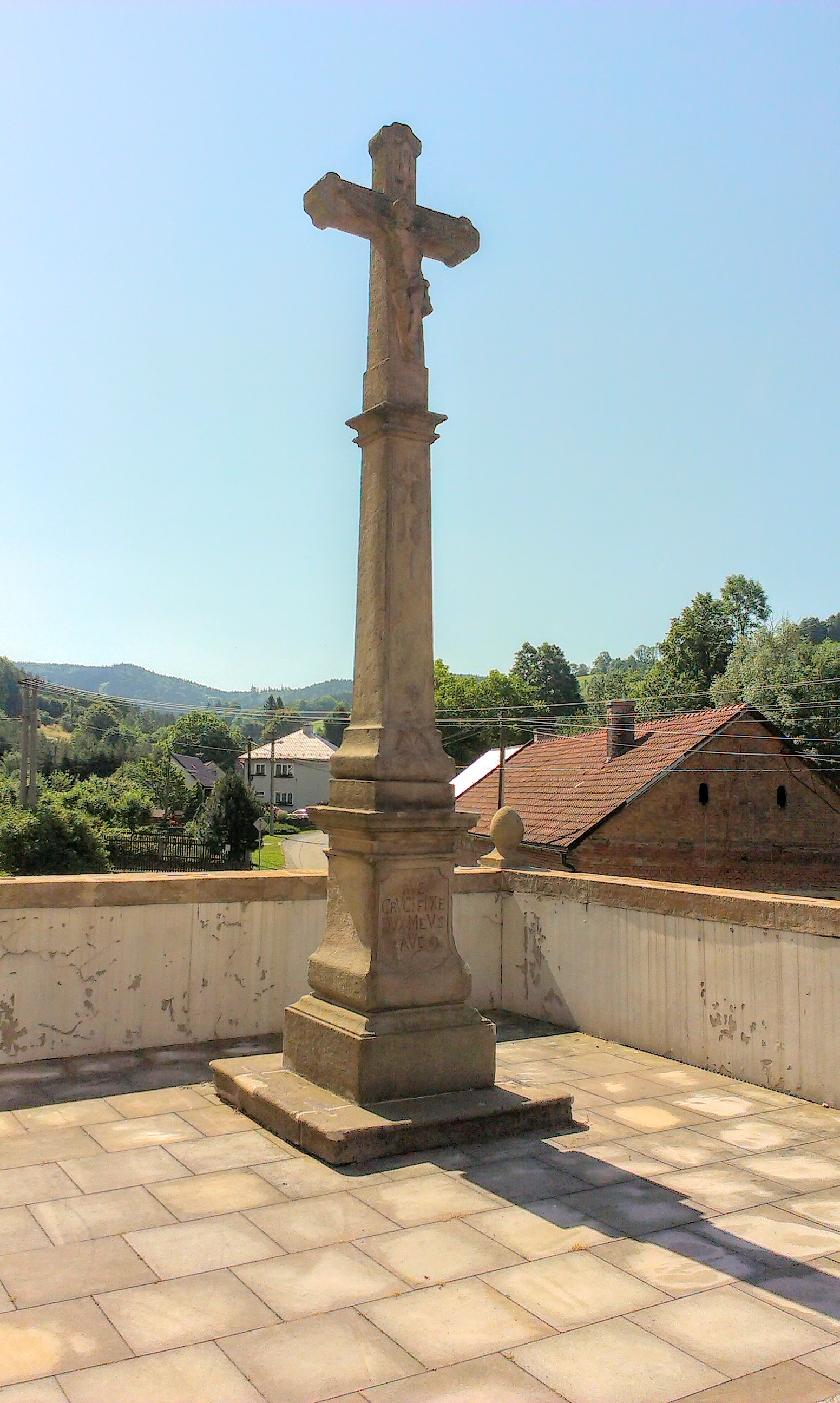
Kříž před kostelem
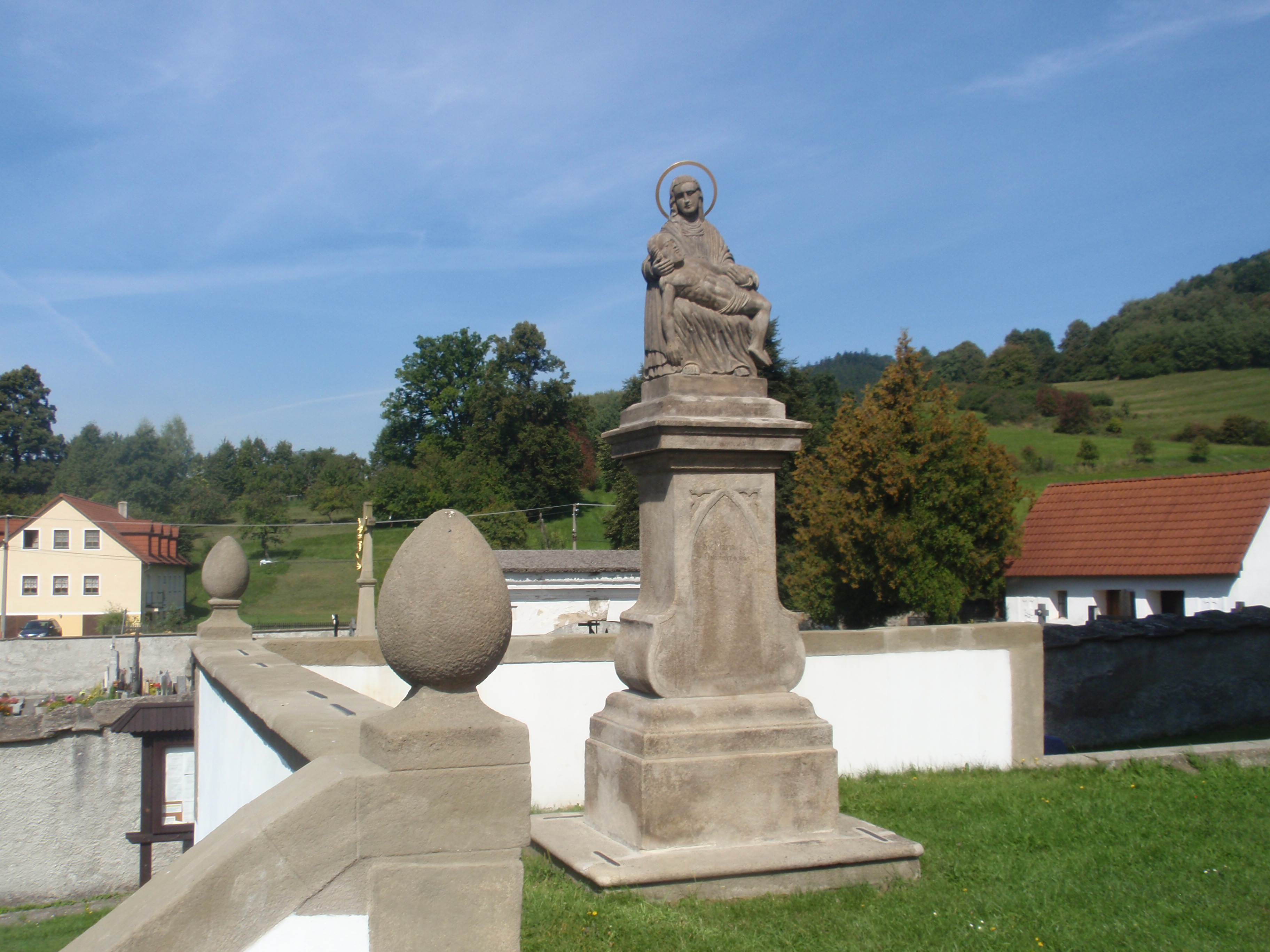
Pieta před kostelem z roku 1815
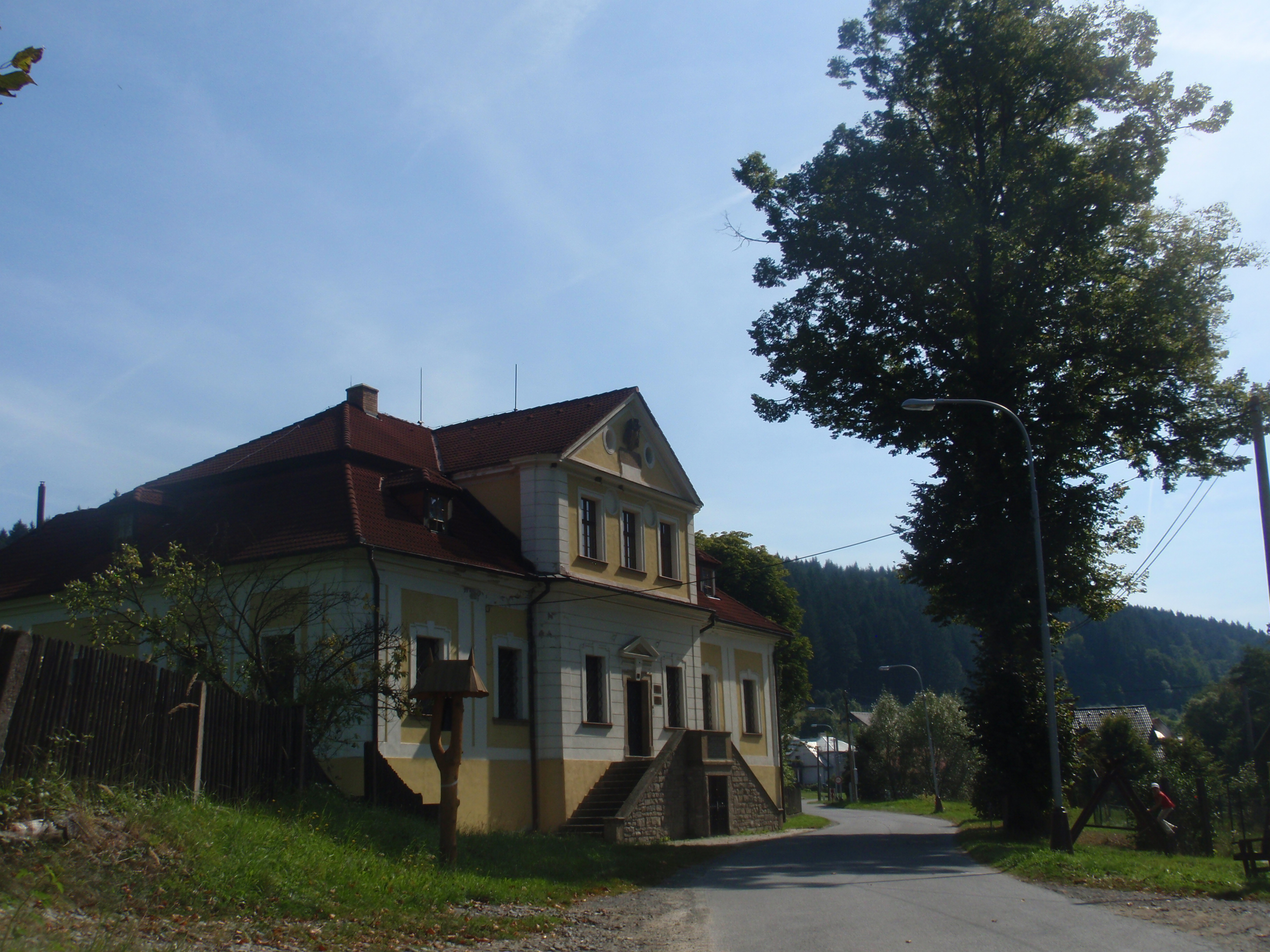
Budova fary
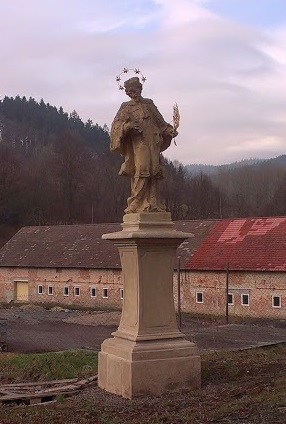
Socha svatého Jana Nepomuckého před farou
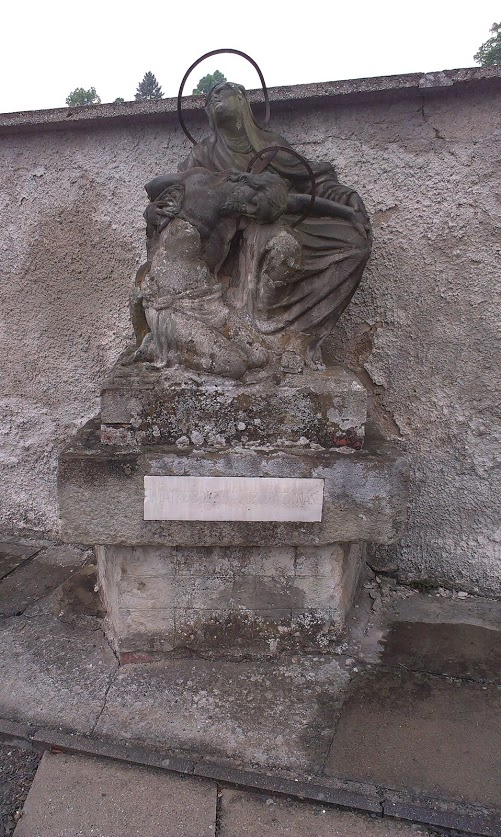
Sousoší piety na hřbitově
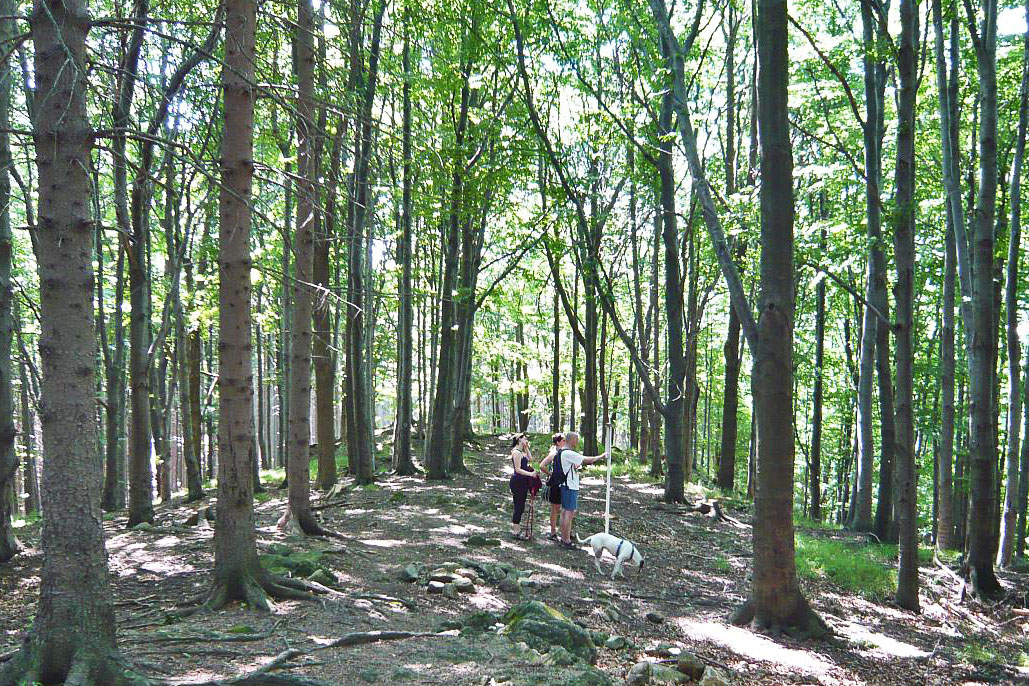
Zřícenina hradu Šaumburk
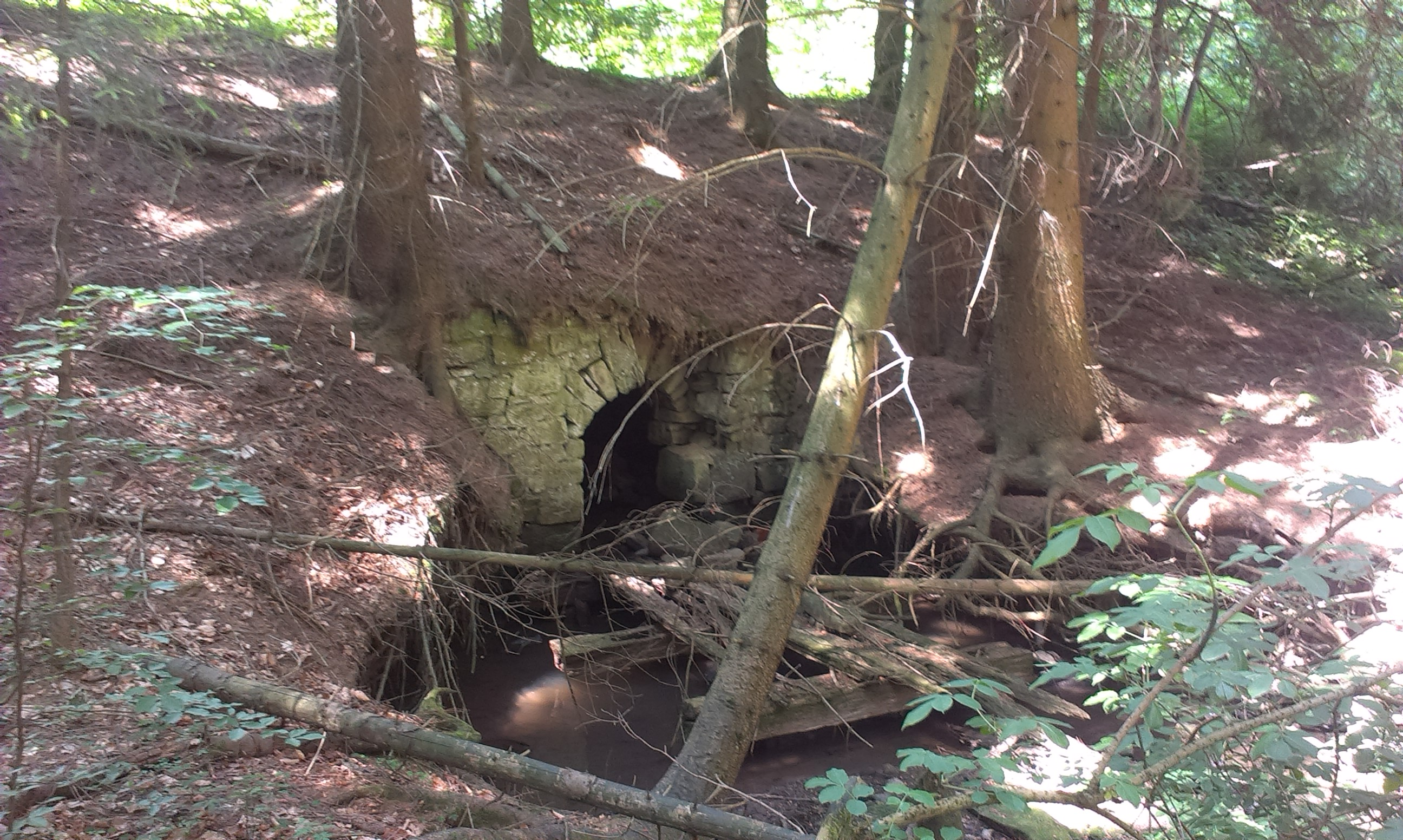
Klauza k plavení dříví na říčce Juhyni
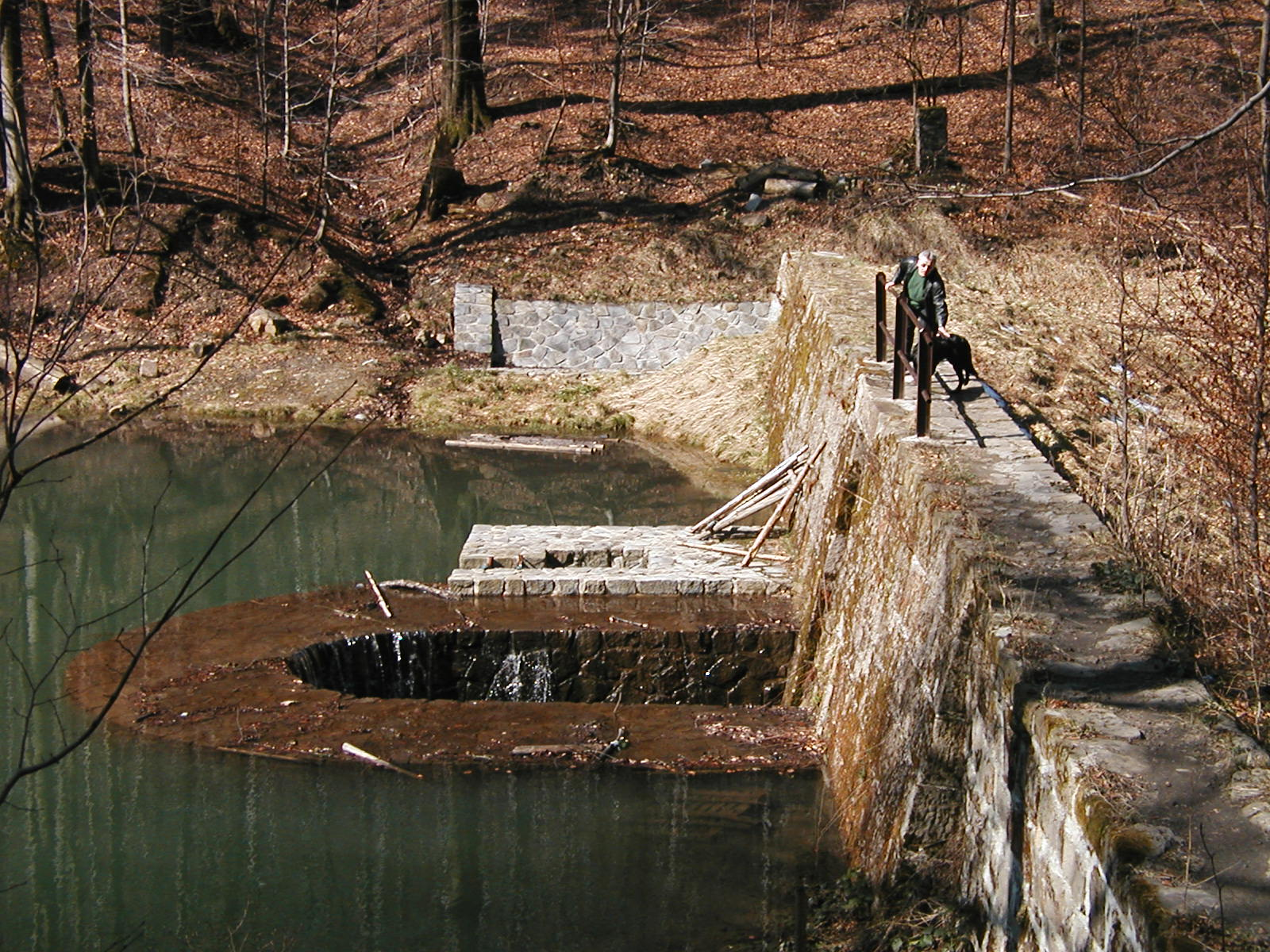
Klauza k plavení dříví na Rosošném potoce

## Rodáci
- František Xaver Veselý (7. ledna 1819, Rajnochovice – 15. srpna 1904, Kroměříž), profesor piaristického gymnázia v Kroměříži[19]
- František Gogela (13. září 1854, Podhradní Lhota – 27. února 1922, Třebětice), kněz a botanik, působil v Rajnochovicích v obci svého učitele Františka Xavera Veselého.
- Josef Čuba (29. října 1893, Rajnochovice – 4. září 1951, Praha), člen odbojové skupiny Hory Hostýnské odsouzený za velezradu a rozvracení státu k trestu smrti
- Vladimír Rajnoch (8. března 1925, Rajnochovice – 4. září 1951, Praha), člen odbojové skupiny Hory Hostýnské odsouzený za velezradu a rozvracení státu k trestu smrti
- Karel Volf (15. června 1932, Rajnochovice – 24. března 1955, Praha), protikomunistický odbojář, člen skupiny Libuše 23, navazující na Hory Hostýnské; odsouzený za velezradu a pokus o vraždu k trestu smrti

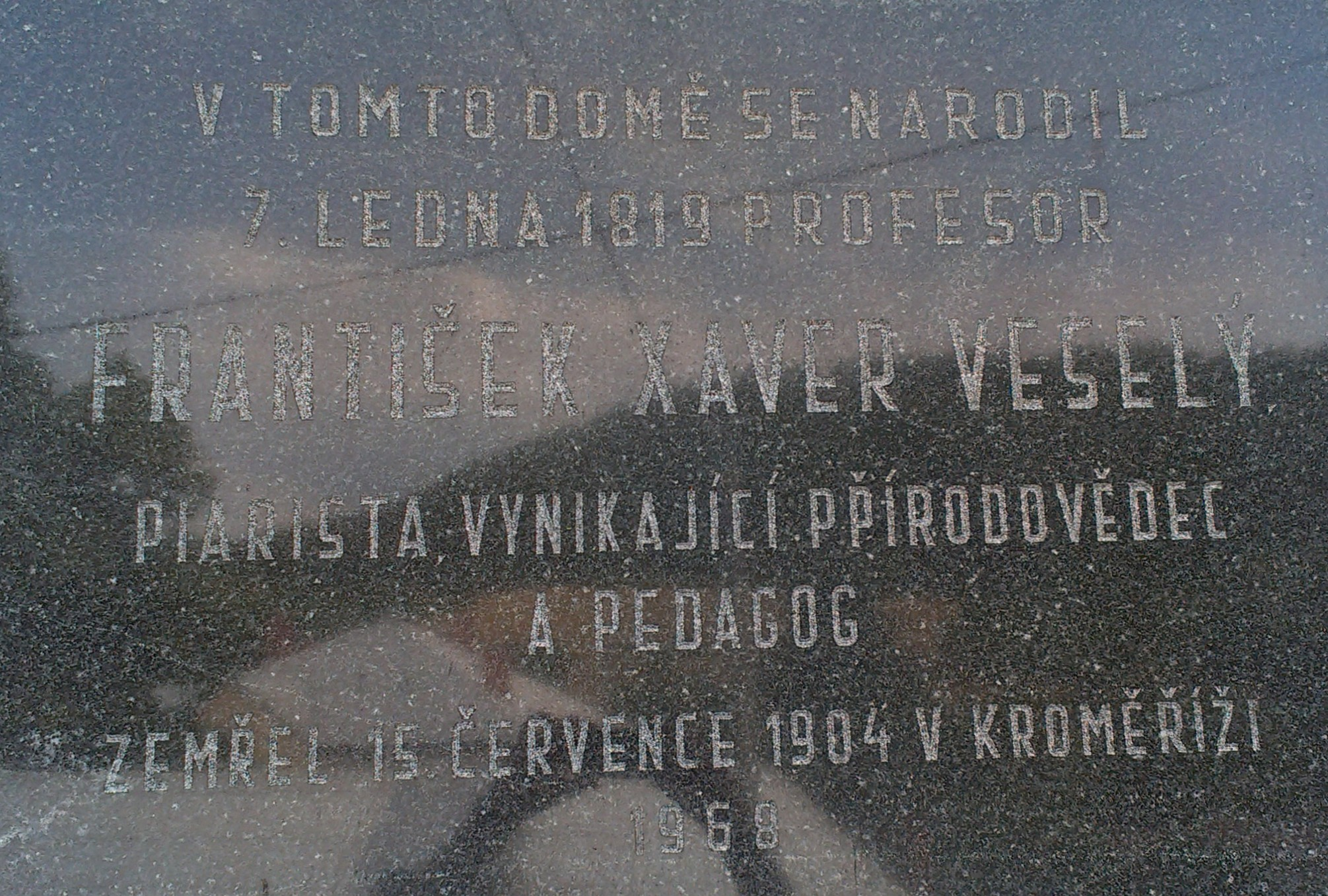
Pamětní deska na rodném domě Františka Xavera Veselého
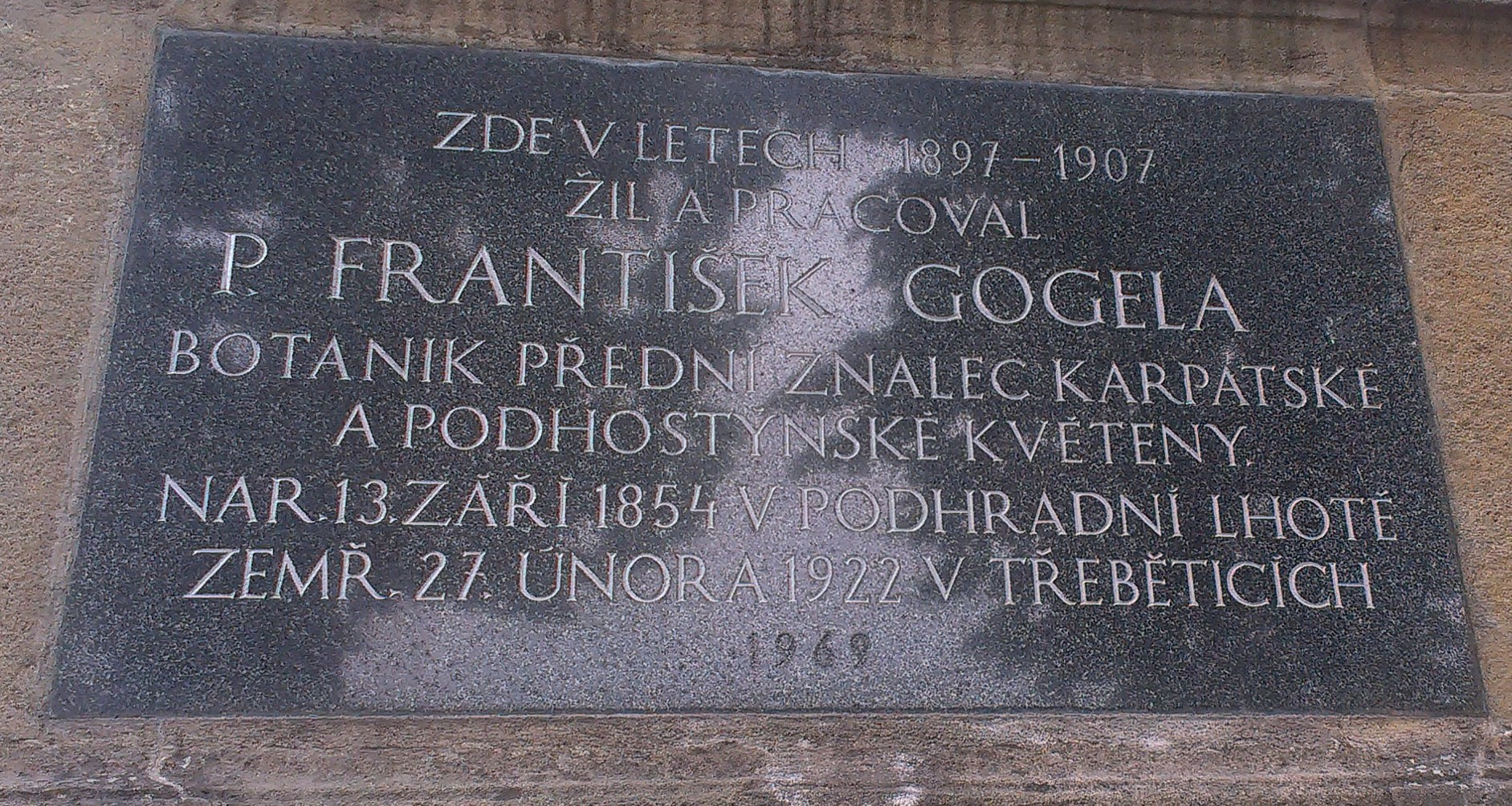
Pamětní deska Františka Gogely na budově fary